# آل حيدر (حبيل جبر)

تعديل مصدري - تعديل

ال حيدر هي إحدى قرى عزلة حبيل جبر بمديرية حبيل جبر التابعة لمحافظة لحج، بلغ تعداد سكانها 266 نسمة حسب تعداد اليمن لعام 2004.